# Suskowo (Ukraina)
Suskowo (ukr. Сусково) – wieś na Ukrainie, w obwodzie zakarpackim, w rejonie mukaczewskim, w hromadzie Polana. W 2001 liczyła 1466 mieszkańców.